# Kalaallit

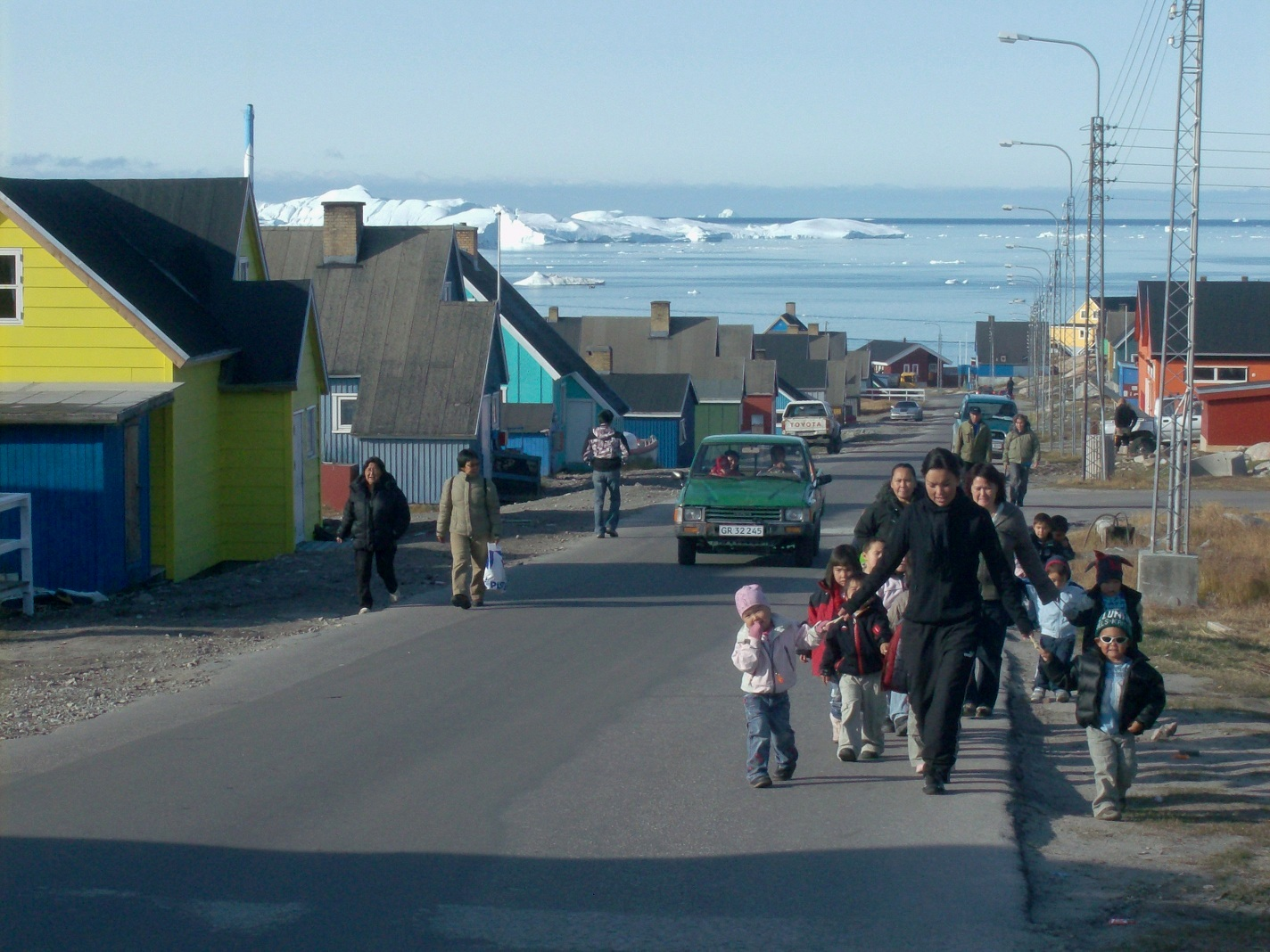
Kalaallit in Ilulissat

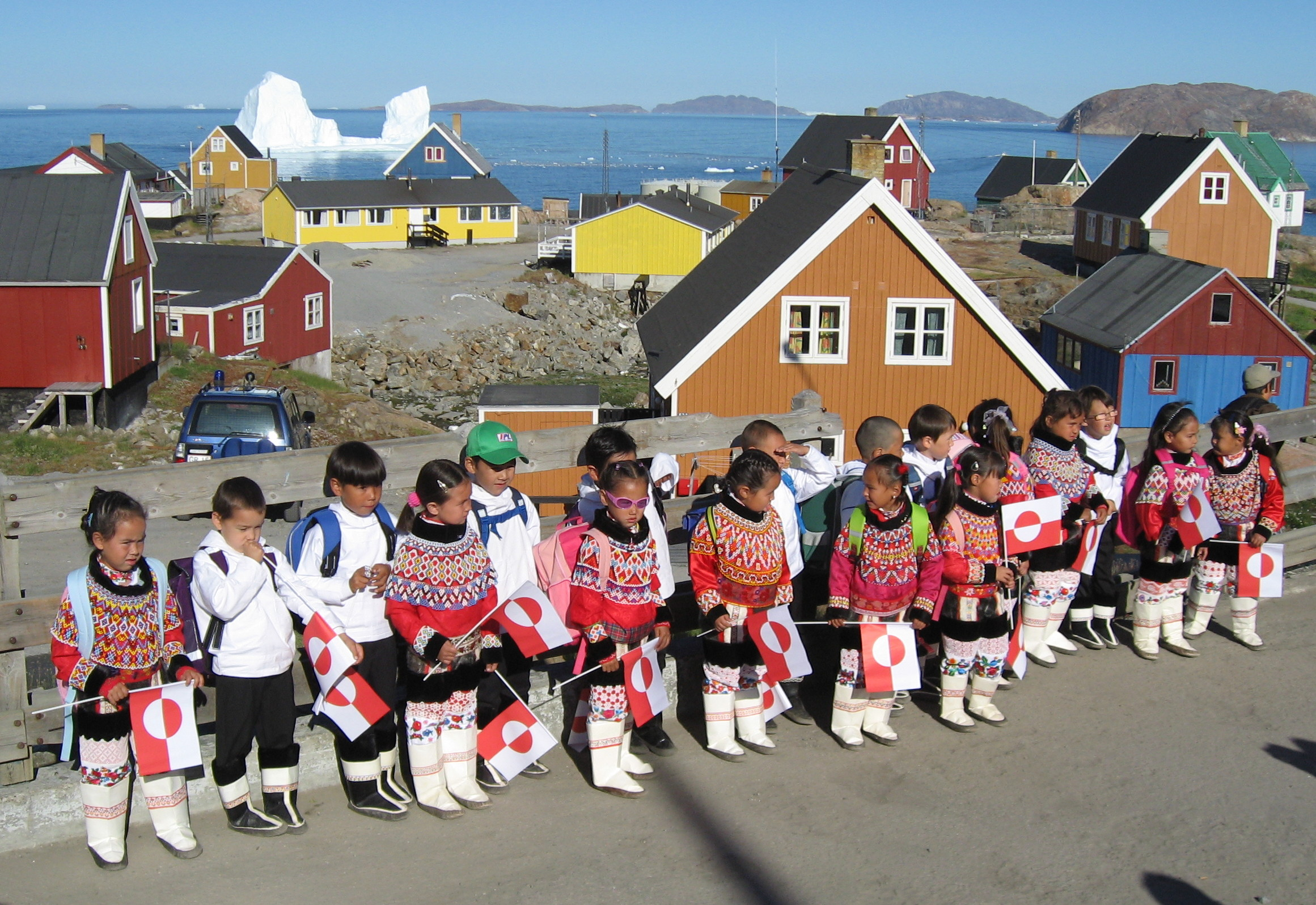
Schulkinder in Upernavik

Die Kalaallit oder Grönländer sind das aus Grönland stammende Indigene Volk. Sie sind eine Untergruppe der Inuit, aber auch europäischer Abstammung. Man schätzt, dass knapp 60.000 Kalaallit vor allem in Grönland und Dänemark leben.

## Herkunft
Die Vorfahren der heutigen Grönländer entstammten der Thule-Kultur. Sie wanderten etwa im 12. Jahrhundert von Kanada aus nach Grönland ein und verdrängten die bis dahin ansässige Dorset-Kultur. Zu dieser Zeit lebten auch die Grænlendingar in Grönland, die aus Island eingewandert waren, woraufhin es auch mit diesen zu Kulturkontakt kam.
Es ist davon auszugehen, dass durch diesen Kontakt der Begriff Kalaallit entstand, der höchstwahrscheinlich eine Entlehnung aus dem altnordischen skrælingr darstellt, womit die Grænlendingar die auf dem nordamerikanischen Festland und Grönland lebenden Inuit bezeichneten. Es kann daher als Geusenwort betrachtet werden.
Nach dem Verschwinden der Grænlendingar hatten die Kalaallit erst im 17. Jahrhundert wieder Kontakt mit anderen Völkern, als sie Handel mit niederländischen Walfängern betrieben. 1721 kam Hans Egede nach Grönland und begann die christliche Missionierung der Kalaallit.

## Definition und Anzahl
Da weder in Grönland noch in Dänemark der ethnische Hintergrund untersucht wird, können nur Umfragen und Schätzungen zur ethnischen Bevölkerungsstruktur abgegeben werden. Üblicherweise ist das Grönländischsein eine Frage der Selbstidentifikation. Eine Studie von 2019 hat ergeben, dass etwa 92 % der grönländischen Bevölkerung sich als Grönländer identifizieren, was gut 51.300 Personen entspricht. Dazu kommen rund 7.000 in Dänemark lebende Grönländer.

## Untergruppen
Die Kalaallit lassen sich wiederum in mehrere Untergruppen unterteilen, die durch verschiedene Wanderungsbewegungen entstanden.

### Kitaamiut
Die Kitaamiut machen die mit Abstand größte Gruppe der Kalaallit aus. Sie stammen aus dem Gebiet zwischen der Melville-Bucht im Norden und dem Kap Farvel im Süden, das dem Landesteil Kitaa entspricht. Dies entspricht etwa 80 % der heutigen grönländischen Bevölkerung. Die Kitaamiut sprechen Kitaamiusut, zu dem der Hauptdialekt der Grönländischen Sprache gehört. Die Kitaamiut wurden ab 1721 kolonialisiert.

### Tunumiit
Die Tunumiit sind die zweitgrößte Gruppe der Kalaallit. Sie bewohnen die grönländische Ostküste, also den Landesteil Tunu. Sie machen etwa 6 % der grönländischen Bevölkerung aus. Sie sprechen Tunumiisut. Etwas weiter nördlich lebten früher die Nordostgrönländer, die jedoch im 19. Jahrhundert ausstarben. Ein Teil der Tunumiit zog im 19. Jahrhundert nach Süden und vermischte sich mit den in Südgrönland lebenden Kitaamiut. Die übrigen Tunumiit wurden ab 1895 missioniert.

### Inughuit
Die Inughuit sind die kleinste Gruppe der Kalaallit. Sie leben im Distrikt Qaanaaq, deckungsgleich mit dem Landesteil Avanersuaq. Sie zählen nur rund 800 Personen, was etwa 1,5 % der grönländischen Bevölkerung sind, und sprechen Inuktun. Sie lebten früher unter den primitivsten Bedingungen aller drei Gruppen, bevor eine Gruppe kanadischer Inuit unter Qillarsuaq in der zweiten Hälfte des 19. Jahrhunderts nach Grönland wanderte und sich mit der Bevölkerung vermischte und beispielsweise das Kajak einführte. Die Inughuit wurden ab 1909 missioniert.

## Grönländer und Blandinger

Vier Kalaallit (1854)

Bereits zu Beginn der Kolonialzeit in Grönland kam es erstmals zu Affären und Ehen zwischen grönländischen Frauen und europäischen Kolonialangestellten. Ein daraus entstandes Kind europäisch-inuitischer Herkunft wurde blanding (wört. „Mischung“) genannt. Alle ihre Nachkommen waren ebenfalls Blandinger. Dadurch stieg der Anteil an Blandingern an der Gesamtbevölkerung je nach Region stark an. In Statistiken und Volkszählungen wurde die einheimische Bevölkerung bis 1901 in Grønlændere ohne und Blandinger mit mindestens einem europäischen Vorfahren unterteilt. In Grønland i tohundredeaaret for Hans Egedes landing von 1921 heißt es bereits, dass in vielen Regionen nahezu die gesamte Bevölkerung aus Blandingern bestand.

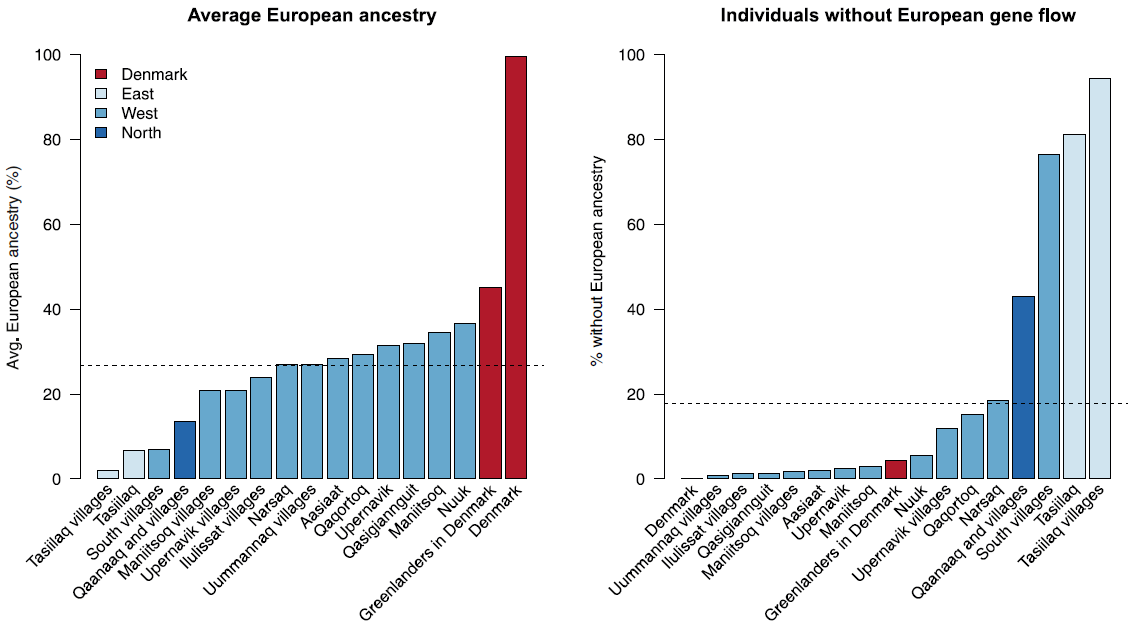
Ethnische Zusammensetzung der grönländischen Bevölkerung

Durch die spätere Kolonialisierung ist der Bevölkerungsanteil ohne europäische Vorfahren unter den Tunumiit und Inughuit heute noch vergleichsweise hoch. Eine Studie von 2015 hat ergeben, dass dieser Anteil in Westgrönland meist bei deutlich unter 5 % liegt. Lediglich in den Gebieten, in denen bis 1900 auch die Herrnhuter Brüdergemeine missionierte (Nuuk, Südgrönland), ist der Anteil höher, da die Herrnhuter Ehen zwischen Europäern und Grönländern verboten. Durchschnittlich sind etwa ein Viertel der Vorfahren der heutigen Bevölkerung Europäer.
Blandinger hatten eine Sonderrolle innerhalb der grönländischen Gesellschaft inne. Einerseits wurden sie als „nicht richtig grönländisch, nicht richtig europäisch“, andererseits als „grönländisch und europäisch“ angesehen.  Man war besorgt, dass Blandinger weniger zur Jagd geeignet wären oder die Pflichten einer Inuit-Ehefrau nicht erfüllen könnten. Dadurch wurden Blandinger häufig als Handelsangestellte (Böttcher, Schmied, Udstedsverwalter etc.) oder Katecheten bzw. Hebammen ausgebildet. Die Blandinger entwickelten sich mit der Zeit so zu einer eigenen sozialen Schicht, die somit die grönländische Oberklasse bildete.

## Dokumentation
- ATLAS: Die Wahrheit über Dänemarks düstere Vergangenheit auf YouTube, 30. Oktober 2024 (Laufzeit: 13:08 min).
- Gunnar Köhne: Die Kolonialzeit prägt das Leben bis heute. (Audio, 54:51 min.) Zwangsadoption und Sterilisierung – rücksichtslos ging Dänemark gegen die Bevölkerung in Grönland vor. In: deutschlandfunk.de. Deutschlandradio, 23. November 2024.